# The Journey (2016)
The Journey (prt A Viagem; bra The Journey) é um filme britânico de 2016, gênero comédia dramático-histórica, dirigido por Nick Hamm.

## Sinopse
Ian Paisley (Timothy Spall) e Martin McGuinness (Colm Meaney) são inimigos políticos, mas as circunstâncias os obrigam a viajar juntos.

## Elenco
- Timothy Spall ... Ian Paisley
- Colm Meaney ... Martin McGuinness
- Freddie Highmore ... Jack
- John Hurt ... Harry Patterson
- Toby Stephens ... Tony Blair
- Ian Beattie ... Gerry Adams

## Produção
Em 13 de maio de 2015, foi relatado que um filme focando em Ian Paisley e Martin McGuinness estava em pré-produção, com Liam Neeson e Kenneth Branaghatt cotados pata estrelar. No entanto, Timothy Spall mais tarde foi relatado para estar em negociações para o papel de Paisley em 1 de julho de 2015. No final de agosto de 2015, Colm Meaney se juntou com Spall no elenco, interpretando o papel de McGuinness. Em 10 de setembro de 2015, John Hurt, Freddie Highmore e Toby Stephens foram relatados juntos ao elenco do filme. A fotografia principal começou em Belfast, Irlanda do Norte em 30 de setembro de 2015. A primeira imagem de Spall e Meaney no set e como os personagens foi lançada em 5 de outubro de 2015.

## Recepção
No Rotten Tomatoes o filme alcançou uma pontuação de 68%.